# Tsunoda Ryūsaku

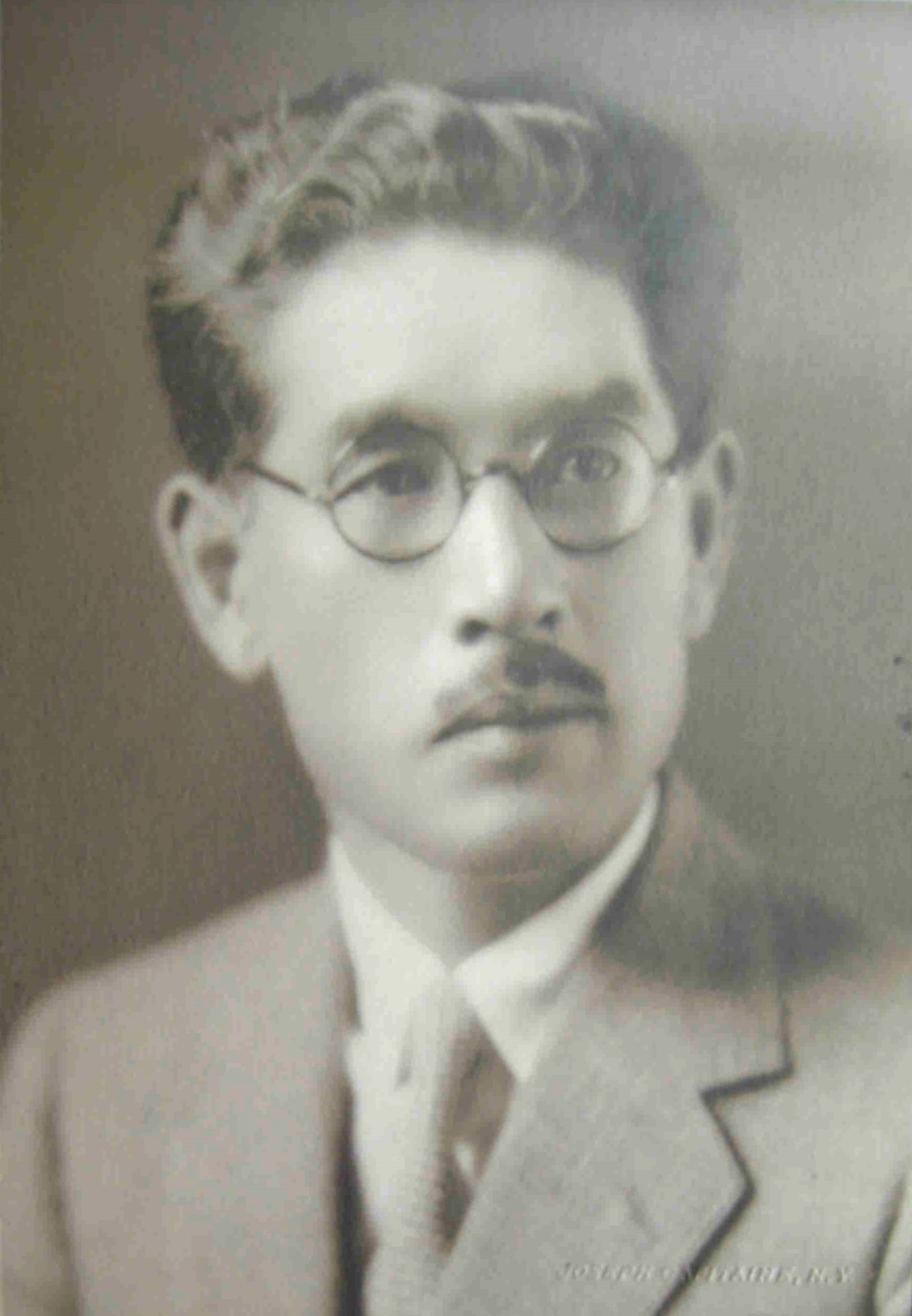
Tsunoda Ryūsaku

Tsunoda Ryūsaku (japanisch 角田 柳作; geboren 8. September 1877 in Tsukuda (Präfektur Gumma); gestorben 29. November 1964 in Honolulu, Hawaii) war ein Verbreiter der japanischen Sprache und Kultur in den USA während der Meiji- und Shōwa-Zeit.

## Leben und Wirken
Tsunoda Ryūsaku absolvierte 1896 die „Tōkyō Semmon Gakkō“ (東京専門学校) (jetzt Waseda-Universität) und unterrichtete dann Englisch.
Nachdem er als Lehrer an der „Shingon Buddhism Kyoto High School Junior High School“ (真言宗京都高校中学林, Shingon-shū Kyōto kōkō chūgaku-rin) – heute „Shuchiin University“ (種智院大学) – und Bunchūen (文中園) –  heute „Kyōto Women's University“ (京都女子大学) – gearbeitet hatte, reiste er 1909 nach Hawaii und war dort von seiner Ankunft bis 1917 Direktor der „Hawaii Mittelschule“ (ハワイ中学校, Hawaii chūgakkō) des Hongan-ji.
Anschließend zog Tsunoda auf das amerikanische Festland und bildete sich an der Columbia-Universität in New York unter dem Pädagogen und Philosophen John Dewey weiter. 1928 gründete er das „Institute of Japanese Culture“ an der Columbia-Universität zur Erforschung und Bildung japanischer Kultur. Er lehrte dort bis zum Eintritt in den Ruhgestand 1955. Auf einer Reise nach Japan erkrankte er und starb 1964 auf Hawaii.
Tsunoda publizierte 1897 „Ihara Saikaku“, die erste Studie zu diesem Autor. Seine wichtigsten Werke in englischer Sprache sind „The Essence of Japanese Buddhism“ 1914, „Japan in the Chinese Dynastic Histories“ 1951 und „Sources of Japanese Tradition“ 1958, die er zusammen mit zwei seiner früheren Studenten, William Theodore de Bary (1919–2017) und Donald Keene verfasste.
Von Mai bis August 2008 fand eine „Ryūsaku–Tsunoda-Gedächtnisausstellung“  in der Butler Library der Columbia University statt.